# Йозеф Фельт'єнс
Йозеф «Зеппль» Фельт'єнс (нім. Joseph Veltjens) (2 червня 1894, Гельдерн, Клеве, Дюссельдорф, Королівство Пруссія — 8 жовтня 1943, П'яченца, Емілія-Романья, Королівство Італія) — німецький льотчик-винищувач у Першій світовій війні. Кавалер найвищої військової нагороди Королівства Пруссія ордена Pour le Mérite (1918). У часи громадянської війни в Іспанії забезпечував прибічників Франсіско Франко зброєю та військовими матеріалами. Під час Другої світової війни керівник «чотирирічного плану» Третього Рейху в голландській економічній зоні.

## Життєпис

Йозеф Фельтйенс біля свого літака (третій зліва), 1918

Навчався в гуманітарній гімназії в Берліні, потім продовжив навчання в Технічній школі в Шарлоттенбурзі за курсом машинобудування з упором на двигуни внутрішнього згоряння. З початком війни 3 серпня 1914 роки добровільно вступив в гвардійський Імператриці Августи полк № 4, а 7 серпня вже був відправлений на фронт. Служив водієм автомобіля. Продовжив службу в лейб-гренадерському полку № 8, а потім був направлений в автоколону 8-го корпусу.
В кінці 1915 року переведений в авіацію, 2 грудня закінчив перший курс навчання в Берліні, а 15 грудня склав всі льотні іспити. Після закінчення школи відправлений на фронт під час Різдва. Прибув на аеродром Терньє. 10 травня 1916 року призначений в FA 23, де став офіцером за майстерність при виконанні розвідувальних завдань. Учасник битви на Соммі.
У березні 1917 року переведений до гауптмана Рудольфа Бертольда в Jagdstaffel 14, де здобув 5 перемог. У серпні 1917 року переведений в Jasta 18, що воювала у Фландрії. 2 березня 1918 роки очолив Jasta 18. Після поранення Бертольда тимчасово виконував обов'язки керівника ескадри. У серпні 1918 року знову переведений в Jasta 15, де пролітав на Fokker D. VII до кінця війни. Фельт'єнс під час війни літав на винищувачах-біпланах «Альбатрос», «Фоккер», «Сіменс-Шуккерт D.III». У Фельт'єнса була своя персональна емблема, яка прикрашала його літаки - велика оперена стріла на фюзеляжі. До кінця війни здобув 35 перемог в повітряних боях.
Після війни був демобілізований в Галле. Член фрайкору, займаючись питаннями броньованої техніки. Брав участь у штурмі Бремена і був поранений трьома пострілами. В боях з спартаківцями був тричі поранений. Займався торгівлею зброєю.
Йозеф Фельт'єнс був особистим другом Германа Герінга. Вступив в НСДАП, але вийшов з неї в 1931 році через особисті стосунки з Адольфом Гітлером. Під час Громадянської війни в Іспанії займався постачанням зброї, боєприпасів і техніки армії Франко. У серпні 1936 року займався завантаженням пароплава для Легіону «Кондор». 14 серпня 1936 року поставив Еміліо Мола 6 літаків Heinkel He 51. Організовував перевезення добровольців для армії Франко.
Йозеф Фельт'єнс був одним з основоположників відродження Військово-повітряних сил Німеччини. Уповноважений особисто Германом Герінгом, він займався взаємодією з урядом Фінляндії з питань організації розміщення німецьких військ з 8 червня 1941 року в Лапландії з метою використання фінської території як плацдарм для наступу на СРСР, а також з питань використання балтійського порту Кемі як тилової бази і постійного розміщення авіації на аеродромі Петсамо (Печенга).
Йозеф Фельт'єнс загинув 6 жовтня 1943 при польоті в Мілан, куди він летів на переговори з Беніто Муссоліні про переведення золотих запасів Італії в зв'язку з імовірною висадкою союзників на Сицилію і в Італію. Перед вильотом його попередили про можливість перехоплення літака в Італії,тому політ виконувався на малій висоті. При польоті в Апеннінських горах льотчик літака Junkers Ju 52 помилився в пілотуванні і літак врізався в гору. Всі пасажири і члени екіпажу загинули. Вижив тільки радист, який отримав серйозні травми і зумів вибратися з палаючого літака.
Останки Йозефа Фельт'єнса були перевезені в Любек, де і були поховані на місцевому кладовищі.

## Нагороди
- Залізний хрест 2-го і 1-го класу
- Нагрудний знак військового пілота (Пруссія)
- Орден Альберта (Саксонія), лицарський хрест 2-го класу з мечами
- Королівський орден дому Гогенцоллернів, лицарський хрест з мечами (14 липня 1917)
- Pour le Mérite (16 серпня 1918)
- Нагрудний знак «За поранення» в сріблі
- Почесний хрест ветерана війни з мечами
- Німецька імперська відзнака за фізичну підготовку
- Комбінований Знак Пілот-Спостерігач
- Орден Хреста Свободи 1-го класу із зіркою і мечами (Фінляндія)
- Нагрудний знак «За поранення» в чорному